# Daniel Linde
Daniel Linde (ur. 2 grudnia 1987) – australijski rugbysta grający w drugiej i trzeciej linii młyna, mistrz świata U-19 z 2006 roku.

## Kariera klubowa
Uczęszczał do Ipswich Grammar School, gdzie wraz z Brettem Gillespie występował w pierwszej drużynie, trenował także w Ipswich Rangers Rugby Union Club. Z sukcesami uprawiał również pływanie.
Pod koniec 2006 roku został przyjęty do Akademii Reds i spędził w niej dwa lata. Otrzymywał szanse gry, jednak nie dostał propozycji kontraktu z pierwszą drużyną.
Pomiędzy sierpniem a październikiem 2007 roku zagrał w pięciu spotkaniach zespołu Ballymore Tornadoes w jedynym rozegranym sezonie rozgrywek Australian Rugby Championship
W tym samym czasie na poziomie klubowym był związany z UQ Rugby Football Club.
W kwietniu 2009 roku podpisał trzyletni kontrakt z japońskim Honda Heat i po jego zakończeniu opuścił klub, który spadał wówczas do ligi regionalnej. Jeden sezon spędził w Brisbane, w zespole West Brisbane Bulldogs, po czym w 2013 powrócił do Japonii związując się z Mitsubishi Dynaboars.

## Kariera reprezentacyjna
Był stypendystą ogólnokrajowego programu Australian Institute of Sport. Reprezentował Queensland w kategorii U-18, w mistrzostwach kraju w 2005 roku zajmując drugą lokatę, otrzymując także nagrodę indywidualną. Pociągnęło to za sobą powołanie do kadry Australian Schoolboys, dla której wystąpił w czterech testmeczach rozegranych w 2005 roku. Zagrał także w meczu drużyny „A” z nowozelandzkimi rówieśnikami oraz towarzyskich spotkaniach pierwszego zespołu.
W 2006 roku znalazł się w reprezentacji U-19, która zwyciężyła w rozegranych w Dubaju mistrzostwach świata w tej kategorii wiekowej. Na tym turnieju zagrał we wszystkich pięciu spotkaniach zdobywając dziesięć punktów z przyłożeń. W tym samym roku był także w składzie stanowego zespołu U-19.